# 大阪城
大阪城，別名「金城」或「錦城」。位於日本大阪市中央區（古屬攝津國東成郡）的大阪城公園內，和名古屋城、姬路城並列日本三名城。
在天下統一的桃山時代是豐臣秀吉的居城、豐臣政權的中心。後來德川家康以兩次大坂之役（冬之陣、夏之陣）消滅豐臣家。此後，江戶幕府以大坂城為控制西日本大名的重要據點。
城郭含城下町等周長約7.8公里，與江戶城初期（內郭）相當（江戶後期含城下町外郭周長約15.8公里）。在豐臣時代，大坂城曾經是全日本規模最大的城郭。

## 概要

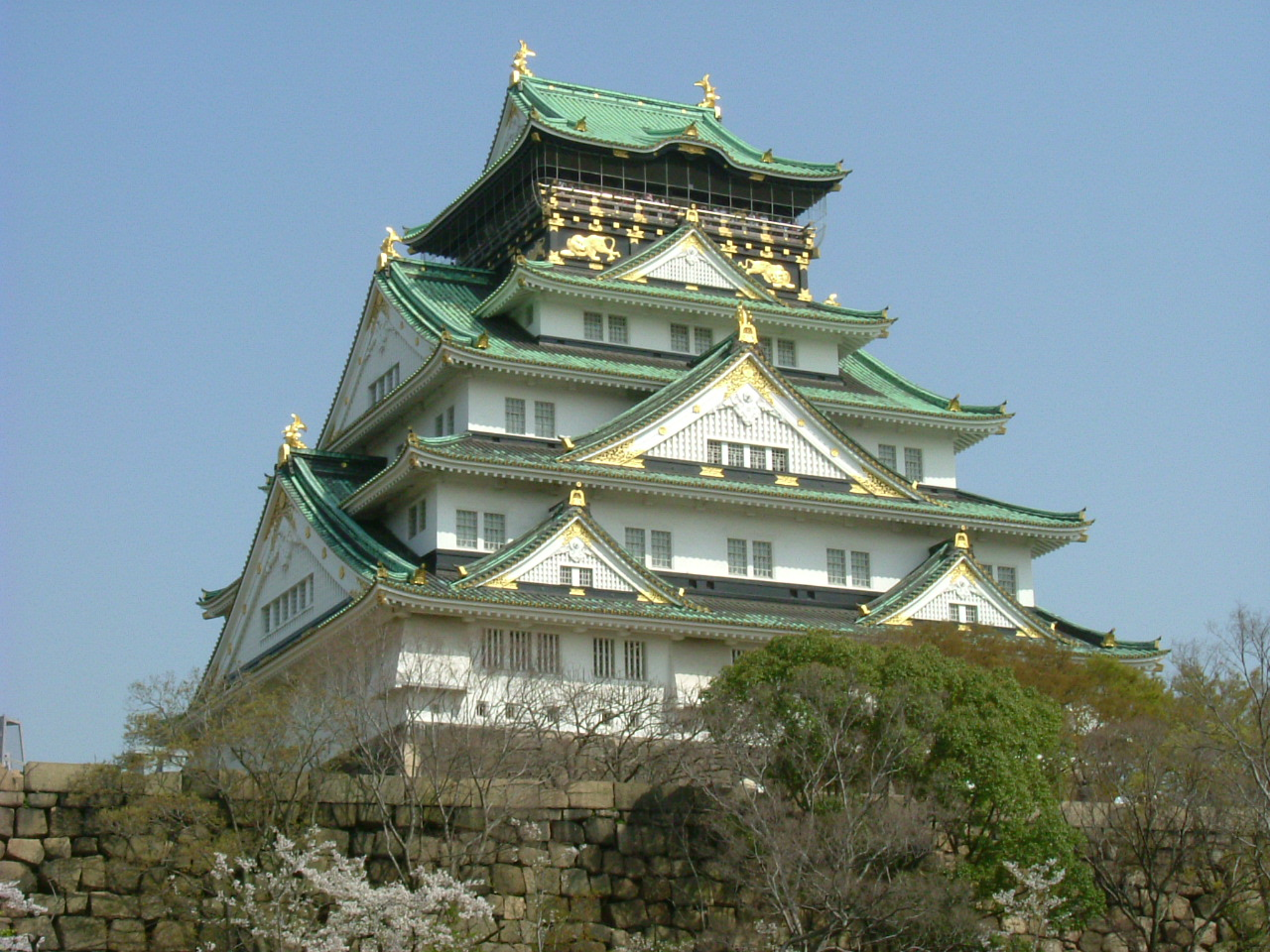
大阪城天守

大阪城矗立於上町台地北端，北臨川，居交通要津，最早為羽柴秀吉在大抵統一日本後所建，規模宏偉、金碧輝煌。曾多次毀於天災兵禍又重修改建，今日之大阪城為1930年（昭和年間）以鋼骨鋼筋混凝土所復築。1997年，日本政府指定為登錄有形文化財。

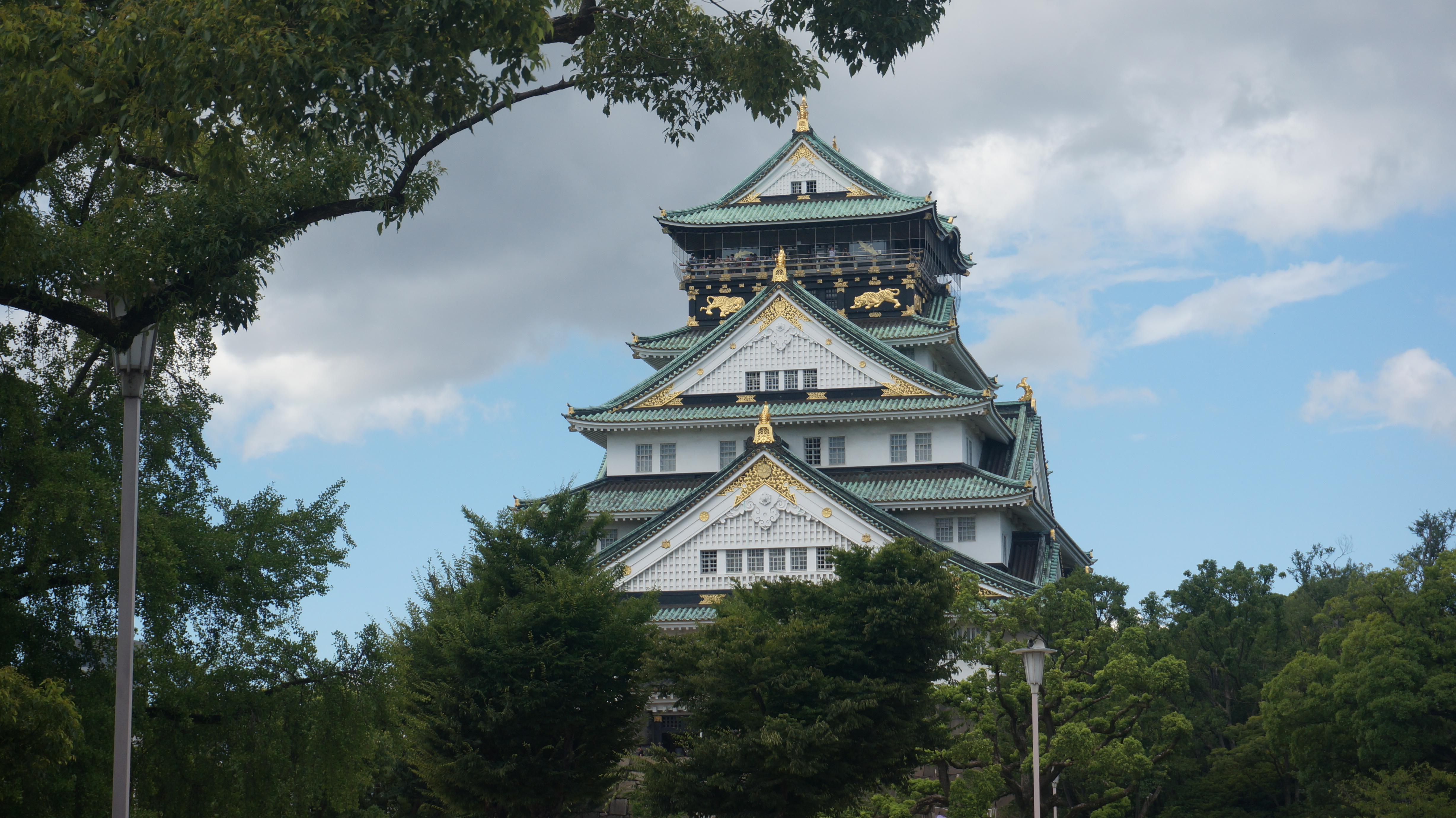
大阪城天守閣

「大阪」在明治維新前寫作「大坂」，維新後忌於「坂」字可拆為「士反」，有「武士叛亂」之諱，故於明治三年（1870年）改名「大阪」，「大坂城」也因而更名為「大阪城」。一般講述更名前的歷史時，仍以舊寫「大坂城」稱之，以區分時代。

## 歷史

### 豐臣時代

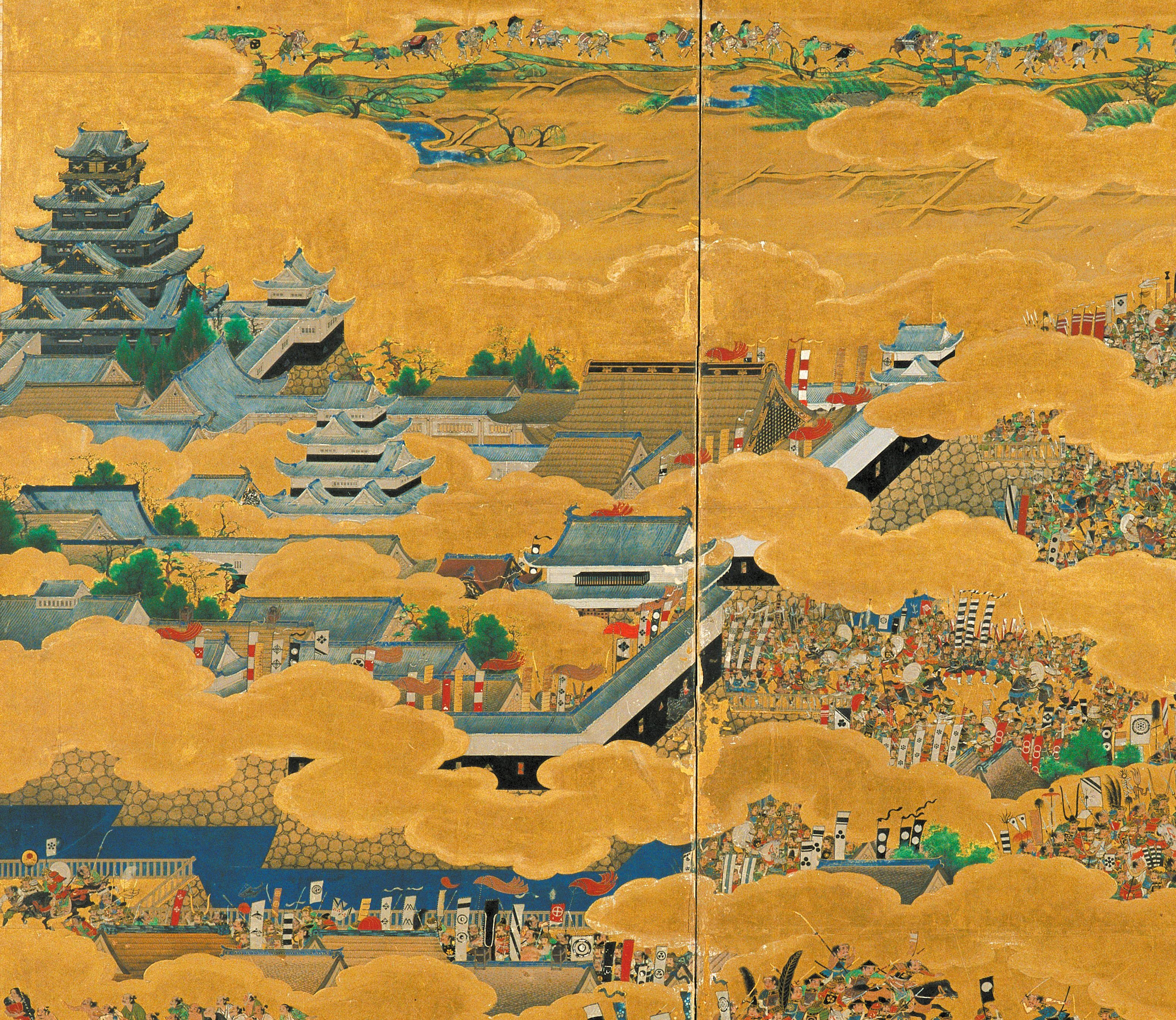
大坂夏之陣圖屏風所繪的豐臣大坂城天守

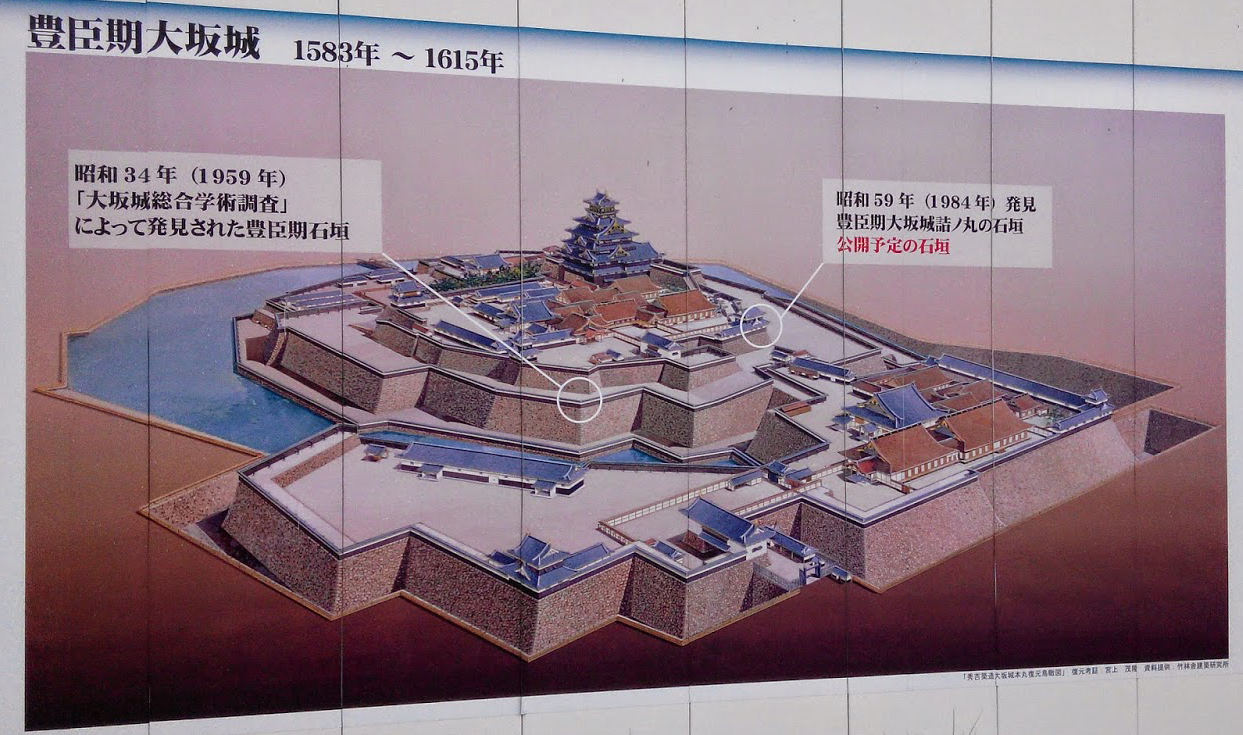
現代復原的豐臣大坂城本丸

1583年，豐臣秀吉在石山本願寺的原根據地上建造大坂城，以一年半左右的時間完成了本丸（主郭）。直到秀吉病逝前，仍持續不斷地建設二之丸及三之丸等附郭，以及多重水堀（護城河）和運河等防禦設施。大坂城天守外觀四層或五層，瓦上覆以金箔，極其奢華，位置在今日大阪公園蓄水池附近，含石垣四十公尺高，德川時代之新天守則約為58公尺。秀吉於大坂城內設有一間活動式的「黃金茶室」，茶室的牆壁、天花板、地板甚至連門的骨架皆由黃金打造。
本丸御殿或稱為奧御殿，是豐臣秀吉的起居空間，如同大奧一樣是男性止步的禁區，內分設有玄關、遠侍、大廣間、御對面所、小書院、御納戶·御殿、御燒火之間、御風呂屋、台所、上台所、御物土藏、御土藏和長屋等空間。奧御殿的整個大廣間內貼有金箔裝飾。秀吉位於小書院的寢殿同樣奢華至極，棉被的材料為鮮紅色高級布料，床頭以黃金雕刻作裝飾。位在二之丸的表御殿由會面所（千疊敷）、餐廳（御料理之間）、偏殿（遠侍）三座御殿建築與其附屬之小型建築（含唐門、玄關、御座之間、台所、黑書院、御文庫、御局、御書院、御櫓、番所、腰掛、能舞台、樂屋等建物）所構成，其中偏殿作為群臣等候覲見的空間，面積約50坪（100疊榻榻米）、餐廳具備食堂及宴會廳的功能，用於設宴招待、會面所是表御殿中最大的建築，東西14間約長25公尺，南北9間約達16公尺。據說表御殿整體規模比本丸的奧御殿更大，兩者間築有千疊敷長廊相連，使晚年的秀吉能從奧御殿透過該長廊直達千疊敷。大坂城的大手門「櫻門」位於表御殿西側，是諸大名登城朝覲時的必經之地，外側闢有一種植有成排櫻花林的馬場，是大坂城守備上最重要的一座門，由內外兩道門組合而成並築有溝渠、石垣和圍牆作多層掩護，使入城之道如迷宮般曲折、敵軍難以破門而入。
位於天守閣的北側有一園林建築「山里曲輪」，正式名稱為「葦田曲輪」，全區設計仿山村並以松林覆蓋，作為豐臣家的御用庭園，亦是1615年大坂夏之陣中豐臣秀賴母子自盡之地。位在玉造口通往本丸的通道上有一口水井，是豐臣大坂城的連外密道，稱為「水井曲輪」。此外，豐臣時代為了預防敵軍從極樂橋入侵復興建了一座用於防禦的「隱蔽曲輪」位於極樂橋方面的入城區側。
豐臣秀吉後來赴京任職關白，次第建造了京都的聚樂第和伏見城，作為居住和處理政務的中心，較少住在大坂城。1596年由於爆發慶長伏見地震，大坂城內的部分建築毀損，城內的建物分布因而有所改築、更動。1598年秀吉病逝後，豐臣政權第三代天下人豐臣秀賴又從伏見城移居到已完成修繕、改築的大坂城奧御殿，同時新築「御母堂屋敷」予其母淀殿。此外，實際負責政務的豐臣家大老德川家康，也入住西之丸便於辦公。

### 江戶時代

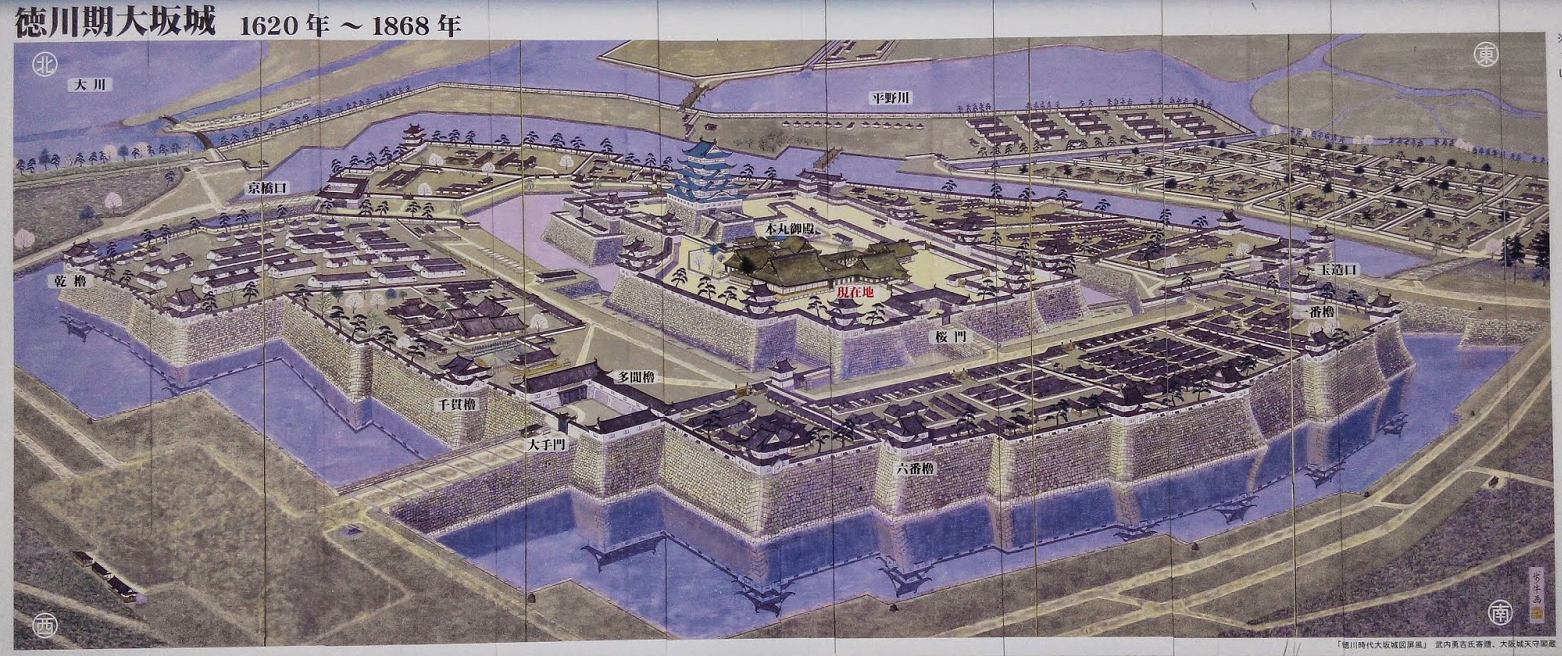
現代復原的江戶時代大坂城

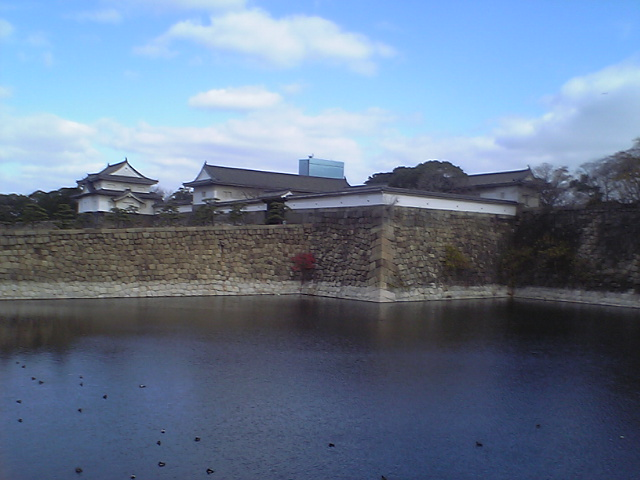
大阪城的大手門與千貫櫓

1603年（慶長八年），江戶幕府成立後，豐臣秀賴依然居住在大坂城支配攝津國。1614年（慶長十九年），德川家和豐臣家矛盾激烈化，德川家康率大軍包圍大坂城，史稱大坂冬之陣。戰役中，雙方講和，德川家提出條件要求拆毀二之丸與三之丸、填平外圍的水堀，使大坂城成為一座僅有內堀和本丸的裸城。豐臣家雖然一時接受了這個屈辱的條件，但後來毀約重新開挖水堀，讓德川家康得到藉口於次年發動大坂夏之陣，消滅豐臣家，而大坂城也在此役中化為灰燼。
江戶幕府控有大坂城後，家康一度把該城封給外孫松平忠明，但1619年（元和五年）又收歸幕府直轄。1620年（元和六年）二代將軍德川秀忠開始重建大坂城，並在1629年（寬永六年）完成。
德川家將豐臣家所建的大坂城石牆和水堀全部破壞，覆以數公尺厚的土，再興建更高的石牆，把豐臣家大坂城的遺跡全部埋在地底。天守設置在不同的地點，位置更高，並採用完全不同的設計。德川家用全新且更為雄壯的城郭，將豐臣家留給世人的記憶徹底埋葬，並誇耀幕府統治全日本的威信更甚於豐臣家。
作為德川幕府的直轄城，歷代將軍都由自己兼任大坂城的城主，並且從重要的譜代大名（德川家直系老臣）中選派大坂城代（代理城主）。
1665年（寬文五年）大坂城天守被閃電擊中燒毀，並未重建，自此成為沒有天守的城池。
江戶末期，倒幕运动爆发。1866年第二次長州征伐，將軍德川家茂進駐大坂城，卻於不久後病歿於大坂城。1868年（明治元年）1月3日明治天皇頒佈王政復古的大號令，撤除幕府，由天皇親政。前將軍德川慶喜改以大坂城為居城。但隨即發生了舊幕府軍反抗維新政府的鳥羽伏見之戰，舊幕府軍失利，德川慶喜倉皇逃回江戶城，大坂城也在此役中遭到兵火幾近全毀。

### 近代

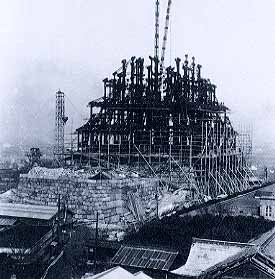
正在建造中的大阪城復興天守

明治時代，將大坂城劃為陸軍基地，並在東側廣大的空地上興建大阪砲兵工廠。
1928年（昭和三年），大阪市市長關一提議重建大阪城，並在半年內募得市民捐款150萬元。
1930年（昭和五年），天守動工，以鋼筋水泥復築，隔年完成。這座復興的天守並未忠實複製豐臣或德川時代，基本上以德川時代的白漆風格為主，最上面一層則重現豐臣時代的黑漆描金風格。

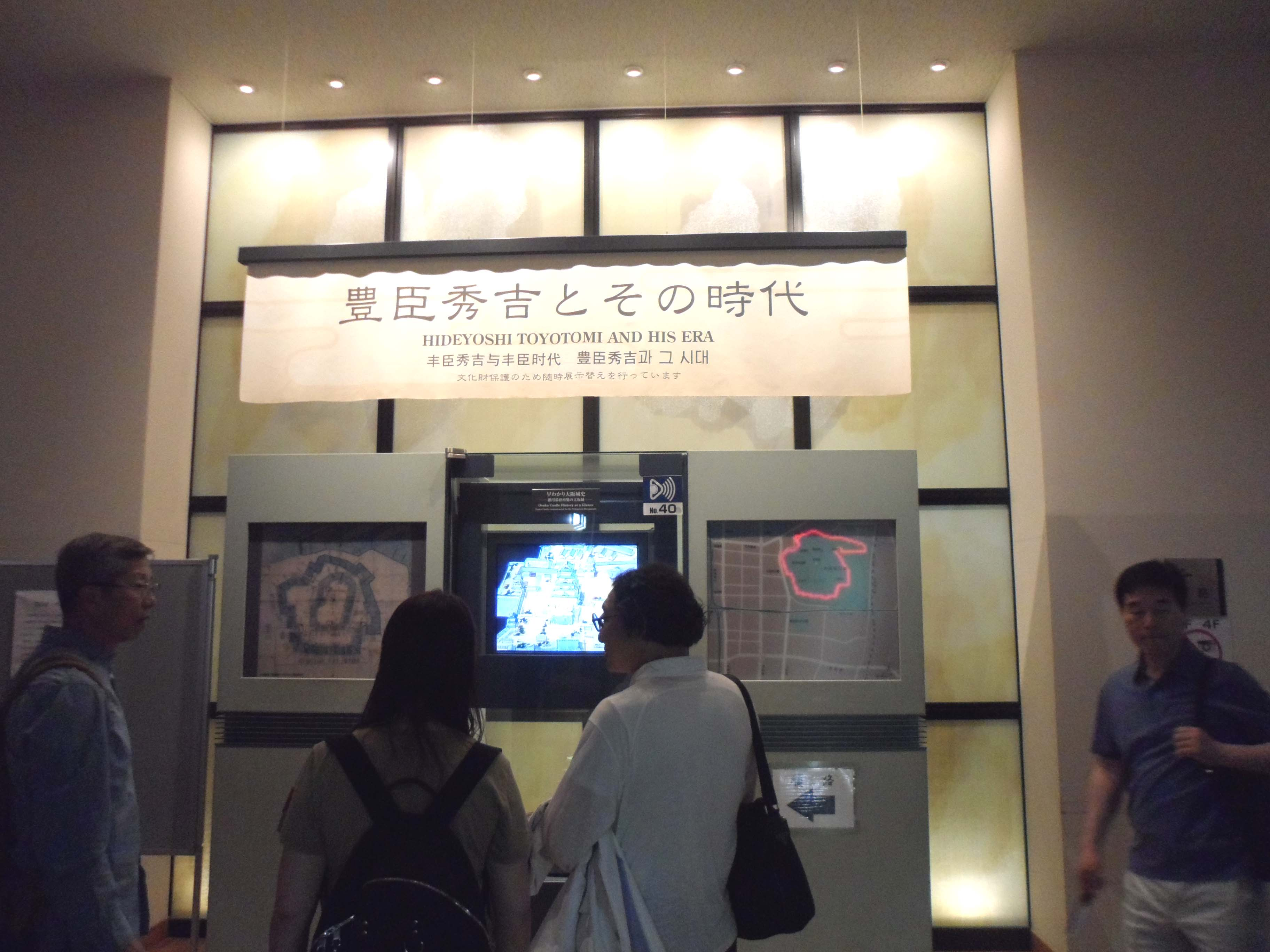
大阪城内部

第二次世界大戰期間，大阪城四周受到美軍猛烈空襲，雖然復興天守此次僥倖無事，但先前逃過戰禍的週邊建築，包含大阪砲兵工廠均劫數難逃。日本敗戰後，大阪城為美軍所接收。1948年時，美軍不慎引發大火，失去紀州御殿。1950年代開始正式的復修及學術調查。1959年，發現豐臣時代的遺跡。大阪城現今為大阪城公園。1997年日本政府指定為登錄有形文化財。

## 外部連結
- 大阪城天守閣博物館（页面存档备份，存于）
- 大阪城天守閣（页面存档备份，存于）
- 大阪城導覽